# Гетерорецептор
Гетерорецептор (от греч. ἕτερος — иной, различный и лат. receptor — принимающий) это рецептор, регулирующий синтез и/или высвобождение медиатора, отличный от собственного лиганда.
Гетерорецепторы отвечают на нейротрансмиттеры, нейромодуляторы или нейрогормоны высвобождающиеся из близлежащих нейронов или других клеток.
Гетерорецепторы противопоставляются ауторецепторам, которые чувствительны только к нейротрансмиттерам или гормонам, тех клеток в которых они располагаются.

## Примеры
- Норадреналин может влиять на освобождение ацетилхолина из парасимпатических нейронов, воздействуя на α2 адренорецепторы (α2А, α2В, и α2С) гетерорецепторы.[3]
- Ацетилхолин может оказывать влияние на высвобождение норадреналина из симпатических нейронов, воздействуя на мускариновые-2 и мускариновые-4 гетерорецепторы.
- СВ1 отрицательно модулирует высвобождение ГАМК[4][5] и глутамата,[6] играющих важную роль в поддержании баланса между возбуждающими и тормозными трансмиттерами.
- Глутамат высвобожающийся из возбужденного нейрона выходит из синаптической щели и преимущественно влияет mGluR III с рецепторы на пресинаптических терминалях интернейронов. Увеличение концентрации глутамата приводит к ингибированию высвобождения ГАМК.[7][8]